# 다롄 항 기름 유출 사고
다롄 항 기름 유출 사고는 2010년 7월 16일 중국 랴오닝성 다롄시 다롄 신항에 있는 중국 페트로차이나(PetroChina) 소속의 원유 수송관이 폭발하여 서해로 원유가 유출된 사고를 말한다. 오염지역이 180km2가 넘어가고 있고, 항구가 폐쇄되었다. 한국 무역업체의 피해도 어느정도 예상된다.
이 사고는 현지 소방당국이 1년 전에도 경고한 바가 있어서 인재일 가능성이 있다.

## 사진자료
- The Big Picture Oil spill in Dalian, China